# سان مارتين دي سان خوان
سان مارتين دي سان خوان هو نادي كرة قدم أرجنتيني أٌسس عام 1907. يلعب النادي في دوري الدرجة الأولى الأرجنتيني.